# Chad Ochocinco
Chad Javon Ochocinco, geboren als Chad Javon Johnson (Miami (Florida), 9 januari, 1978), is een voormalig wide receiver, hij speelde in de National Football League (NFL) voor 3 verschillende teams, de Cincinnati Bengals, New England Patriots en de Miami Dolphins. Ochocinco ging oorspronkelijk door het leven als Johnson, maar liet in 2008 zijn naam veranderen om deze overeen te laten komen met zijn rugnummer. Hoewel hij zelf verwijst naar zijn naam als Ocho Cinco, is het één woord volgens de officiële papieren. Hij staat in de NFL bekend om zijn aparte manieren om een touchdown te vieren.

## College carrière
Nadat Ochocinco afstudeerde aan Miami Beach Senior High School in 1996, ging hij naar Langston University in Langston, Oklahoma waar hij geen football speelde. In 1997 ging hij naar Santa Monica junior high school in Santa Monica, Californië. Daar was hij een teamgenoot van Steve Smith die later furore maakte als wide receiver bij de Carolina Panthers. In 2000 stapte Ochocinco over naar Oregon State University, waar hij teamgenoot werd van zijn toekomstige ploeggenoot bij de Bengals, T. J. Houshmandzadeh. Met dat team won hij de Fiesta Bowl door Notre Dame te verslaan. Ook is hij daar de houder van een schoolrecord. Hij tekende voor een touchdown reception over 97 yards.

## Professionele carrière

### 2001 tot 2008
In de NFL Draft van 2001 werd Ochocinco in de tweede ronde gekozen als 36e keuze door de Cincinnati Bengals. Als rookie kreeg hij niet veel speeltijd. In totaal maakte hij 28 catches voor in totaal 329 yards en één touchdown. In 2003 kwam daar verbetering in. Hij zette een nieuw clubrecord neer met 1355 receiving yards. In 2004 ving hij 95 ballen en maakte hij negen touchdowns. In totaal overbrugde hij daarmee 1274 yards. In 2005 verbrak hij zijn eigen record uit 2003 door 1432 yards bij elkaar te sprokkelen. Vier jaar achter elkaar haalde hij de meeste yards binnen in de American Football Conference (AFC) en hij haalde vijf keer achter elkaar de Pro Bowl van 2003 tot 2007.
In 2006 begon Ochocinco slecht aan het seizoen. Hij werd geveld door een blessure en nadat hij hersteld was werd zijn spel er niet veel beter op. Hij ving in de eerste acht weken twee passes voor een touchdown en kwam tot 483 yards. Tegen de San Diego Chargers keerde hij het tij en ondanks dat er werd verloren, speelde hij een goede wedstrijd. In die wedstrijd kwam hij tot 260 yards en twee touchdowns. Daarmee brak hij opnieuw een Bengals record, namelijk die voor de meeste receiving yards in één wedstrijd. In de wedstrijd daarop tegen de New Orleans Saints ving hij 190 yards bij elkaar. Hiermee kwam hij op 450 yards in twee achtereenvolgende wedstrijden en ook dat was een nieuw record; het vorige record stond op 448 yards. Ochocinco eindigde dat seizoen met een totaal van 1369 yards met 85 catches.
In 2007 kende Ochocinco opnieuw een goed seizoen. Hij haalde voor het zesde achtereenvolgende seizoen meer dan 1000 yards en eindigde met 1440 yards. Daarmee verbrak hij zijn eigen clubrecord van 1432 receiving yards. Hij werd in eerste instantie niet verkozen voor de Pro Bowl van 2008 na dit seizoen, maar werd als vervanger opgeroepen toen Randy Moss van de New England Patriots afzegde vanwege een blessure.
In 2008 begon niet alleen Ochocinco, maar het hele Cincinnati Bengals slecht aan het seizoen. Ze verloren de eerste acht wedstrijden achter elkaar. Quarterback Carson Palmer was geblesseerd en Ochocinco kende statistisch gezien zijn slechtste seizoen ooit in de NFL sinds zijn rookie-jaar. De Bengals wonnen uiteindelijk wel, tegen de Jacksonville Jaguars. In die wedstrijd kwam Ochocinco tot 37 yards en maakte hij twee touchdowns. Hij eindigde het seizoen met 540 yards in 53 catches.

### 2009
In 2009 was er sprake van dat Ochocinco zijn club zou verlaten. Zowel de Philadelphia Eagles als de New York Giants toonden interesse in de wide receiver nadat hij niet kwam opdagen voor enkele vrijwillige trainingen. Ochocinco bleef bij de Bengals en speelde in het voorseizoen gewoon mee. Hij viel op omdat hij twee kicks voor zijn rekening nam. Nadat kicker Shayne Graham geblesseerd raakte wist Ochocinco een Point After Touchdown (dit is een kans om na de touchdown nog 1 of 2 punten) te maken en in de daaropvolgende kickoff trapte hij de bal tot de 9 yard line van de Patriots. De Bengals wonnen de wedstrijd met 7-6.
De Bengals begonnen aan het reguliere seizoen van 2009 met een nederlaag. De Denver Broncos bleken te sterk. In die wedstrijd was Ochocinco goed voor 89 yards die hij bij elkaar schraapte met vijf catches. De wedstrijd daarop kwamen de Bengals op stoom. Ze versloegen de Green Bay Packers met een goed spelende Ochocinco met 31-24. Ochocinco haalde 91 yards in slechts vier catches en maakte één touchdown. Na de touchdown sprong hij in het vak met fans van de Packers. Een actie die ook wel bekendstaat als de Lambeau Leap. Normaal wordt deze alleen uitgevoerd door spelers van de Packers zelf. Na deze wedstrijd kwamen de aartsrivalen, de Pittsburgh Steelers op bezoek. De Bengals wisten te winnen door een touchdown op vijftien seconden voor het einde van de wedstrijd. Ochocinco ving vijf ballen voor 54 yards. In de vierde wedstrijd kregen de Bengals het moeilijk tegen een laag geklasseerde rivaal, namelijk de Cleveland Browns. In de laatste vier seconden van de extra tijd schoot kicker Shayne Graham de bal tussen de palen en besliste daarmee de wedstrijd. Het werd 23-20 in het voordeel van de ploeg uit Cincinnati. Ochocinco kwam tot 24 yards, maar maakte wel twee touchdowns. Hij wilde opnieuw in het uitvak springen, maar werd tegengehouden door een ploeggenoot. Opvallend aan deze wedstrijd was de kleur van de kleding van Ochocinco. Hoewel hij wel het tenue van Cincinnati droeg, had hij roze handschoenen en zweetbandjes. Iets wat in de hele NFL werd gedragen in verband met de borstkanker week. Ochocinco voegde daar roze schoenen en een roze kinbeschermer aan toe. De boete zou hij betalen en hetzelfde bedrag zou hij schenken aan het goede doel.
In de volgende wedstrijd kwam Cincinnati opnieuw tegenover een rivaal te staan. Ze speelden tegen de Baltimore Ravens en versloegen ook deze ploeg in de laatste seconden. Ochocinco had hier een groot aandeel in. Hij was goed voor 94 yards en versierde een penalty die de Bengals extra yards opleverde. Ochocinco kreeg een knal tegen zijn hoofd van linebacker Ray Lewis waardoor zijn helm meters ver weg vloog. Even later was het opnieuw Ochocinco die een penalty voor zich geroepen zag. Hij werd gehinderd door Ed Reed en kreeg opnieuw yards mee. Daar op volgde een touchdown van Andre Caldwell en de overwinning voor de Bengals. In week zeven kent Ochocinco zijn beste wedstrijd van het seizoen. Hij overbrugt 103 yards, maar het mocht niet baten want de Bengals verloren met 28-17 van de Houston Texans. Tegen de Chicago Bears verbeterde Ochocinco zich nog een keer. Hij ving tien ballen en was goed voor 110 yards en twee touchdowns. De Bengals wonnen uiteindelijk met 45-10.

### 2010
Ochocinco begon het seizoen met 12 vangballen en 159 yards en een touchdown in het verlies tegen de New England Patriots. Daarmee evenaarde hij het record bij de Bengals die hij later brak. Hij werd de 6e speler in de NFL geschiedenis die meer dan 10.000 yards bij dezelfde ploeg bij elkaar heeft gevangen. De volgende week werd hij de 30e speler die meer dan 700 passes heeft gevangen, met 4 vangballen voor 44 yards.

### 2011
Op 28 juli 2011 hebben de New England Patriots Ochocinco overgenomen van de Cincinnati Bengals in ruil voor twee toekomstige draft picks (2012 5e ronde en een 2013 6e ronde). In zijn eerste seizoen bij de Patriots had hij statistische gezien het slechtste seizoen uit zijn carrière. Hij ving slechts 15 passes van Tom Brady voor in totaal 276 yards en 1 touchdown. De kampioenswedstrijd om de AFC Conference tegen Baltimore Ravens moest hij aan zich voor bij laten gaan aangezien hij die dag daarvoor zijn vader had moeten begraven. In de verloren SuperBowl (21-17) tegen de New York Giants ving hij 1 pass voor in totaal 21 yards.

### 2012
Ochocino tekende een contract bij de Miami Dolphins, maar het contract werd in het pre-season alweer ontbonden, hij kondigde daarna aan te stoppen met football.

## Vieren van touchdowns
Ochocinco staat bekend om zijn vreemde manieren om een touchdown te vieren. Zo sprong hij meerdere malen in het vak met fanatieke supporters van de tegenstander, maar hij gebruikte ook meerdere malen hulpmiddelen. Zo gebruikte hij een paaltje dat de endzone markeert als golfclub, reanimeerde hij de bal en heeft hij meerdere dansen uitgevoerd. Dit kwam hem ook meermaals op een boete te staan van NFL commissaris Roger Goodell. Als reactie daarop hield Ochocinco een bord omhoog met de tekst "Please don't fine me!" Ook heeft hij een keer zelf een jas gemaakt waarmee hij aangaf een toekomstige Hall of Famer te zijn.

## NFL Fines
In het 2009-seizoen kreeg Chad Ochocinco een boete opgelegd door de NFL van 20.000$ nadat hij gepoogd zou hebben een scheidsrechter om te kopen - met een biljet van een dollar. Chad Ochocinco gebruikte zelf de term "omkoping" - al had de situatie weinig weg van een serieuze poging, daarentegen wel van een grap.

## Privéleven
Ochocinco is een neef van Baltimore Ravens cornerback Samari Rolle. Hij heeft vier kinderen, Jicyra, Chad Johnson II, Chade and Chaiel. Op 9 juni 2007 nam Chad Ochocinco het op tegen een Engelse volbloed in een race over 200 meter. Ochocinco kreeg 100 meter voorsprong en won met een verschil van ruim 29 meter.
Ochocinco gaf meerdere malen aan een groot fan te zijn van voetbal. Hij is supporter van Arsenal FC en zijn favoriete spelers zijn Ronaldinho, Thierry Henry en Lionel Messi. Nadat hij de PAT trapte tegen de Patriots zei hij dat hij dacht dat Ronaldinho trots op hem zou zijn.